# ریموند واشینگتن
ریموند لی واشینگتن (۱۴ اوت ۱۹۵۳–۹ اوت ۱۹۷۹) یک گانگستر آمریکایی ساکن ایالت کالیفرنیا بود که به عنوان مؤسس و اولین رهبر کریپس معروف است. وی در اواخر دهه ۶۰ میلادی گروه خلافکاری خیابانی خود را در جنوب مرکزی لس آنجلس به نام کریپس برای اولین بار تأسیس کرد که بعدها به یکی از بزرگترین گروه‌های تبهکارانه خیابان‌های آمریکا تبدیل شد. وی در این راه با استنلی ویلیامز به عنوان متحد همراه شد. در سال ۱۹۷۴ واشینگتن به دزدی محکوم شد و ۵ سال را در زندان بود و در طی این دوران قدرت رهبری وی دچار تضعیف شد.
ریموند واشینگتن در ۹ اوت ۱۹۷۹ در یک تیراندازی پس از آزاد شدن از زندان کشته شد.